# Bakszysz

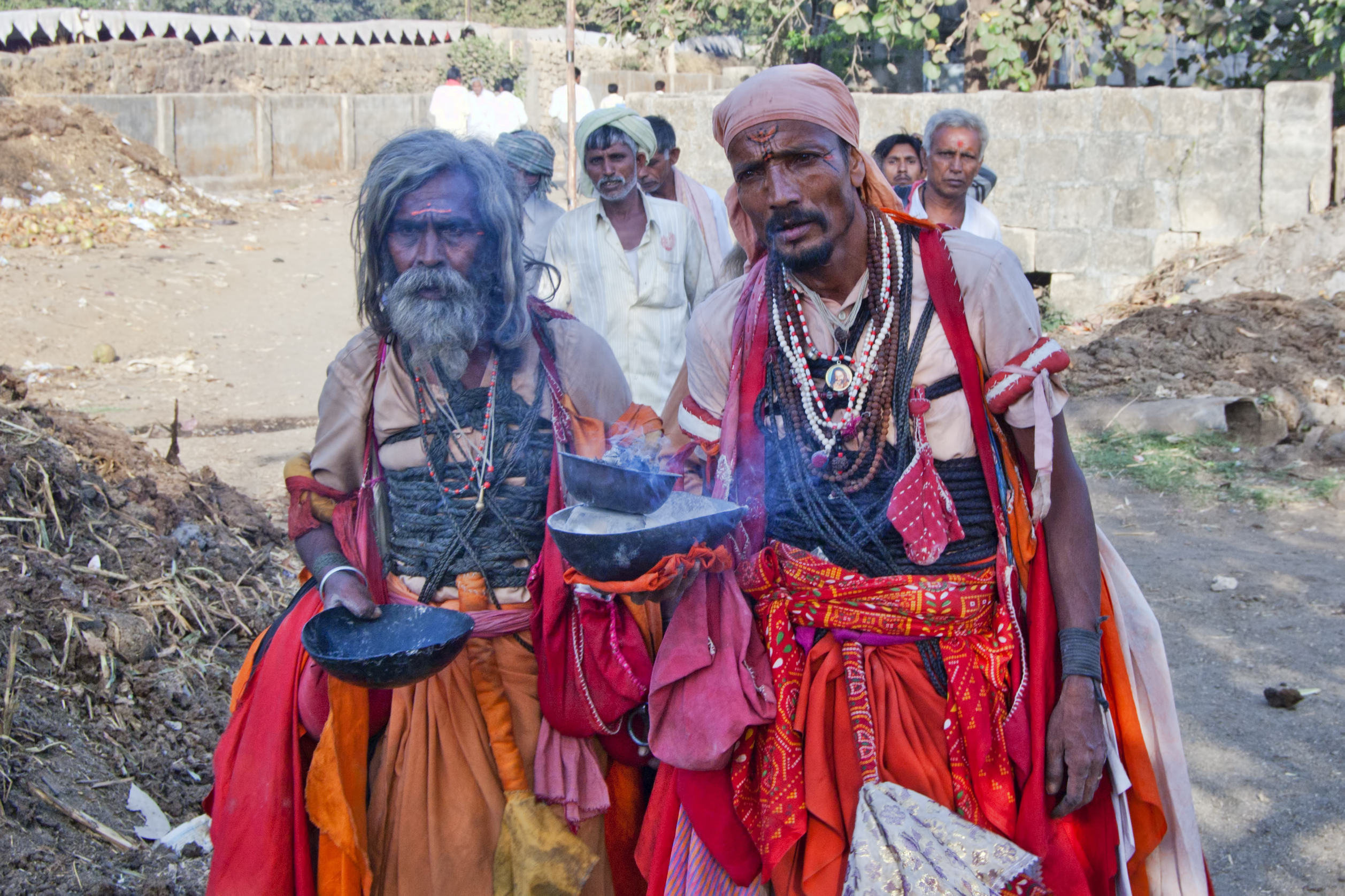
Proszący o bakszysz. Gudźarat, Indie

Bakszysz (od pers. ‏بخشش‎, bachszesz) – rodzaj napiwku, a raczej coś w rodzaju zawoalowanej jałmużny, obyczaj związany z religią islamu nakazujący wiernym dzielenie się częścią swoich dochodów z biednymi, a żeby biednego nie urazić darowizną w postaci czystej jałmużny pretekstem może być nawet symboliczna pomoc czy po prostu zwykła uprzejmość, którą się wynagradza właśnie bakszyszem.
Obecnie bakszysz przybrał rozmiary przemysłu żerowania na zagranicznych turystach, którzy proceder ten zamiast napiwku często określają jako zwykłą łapówkę, którą trzeba często ofiarować za rzeczy, których bezpłatna dostępność wydaje się dla turystów oczywista.